# Manuale d'Amore
Manuale d'Amore é um filme italiano de 2005, dirigido por Giovanni Veronesi, com roteiro de Vincenzo Cerami e Ugo Chiti. Tem em seu elenco Carlo Verdone, Luciana Littizzetto e Silvio Muccino.

## Sinopse
Quatro casais vivem várias situações ligadas à crise no casamento, traição, paixão e abandono.